# Air-Tahoma-Flug 587
Auf dem Air-Tahoma-Flug 587 (Flugnummer: HMA587, Funkrufzeichen: TAHOMA 587) ereignete sich am 1. September 2008 ein schwerer Flugunfall. Bei dem Absturz einer Convair CV-580 der Air Tahoma, mit der gerade ein Testflug vom Columbus-Rickenbacker International Airport durchgeführt wurde, kamen alle drei Insassen ums Leben. 

## Maschine

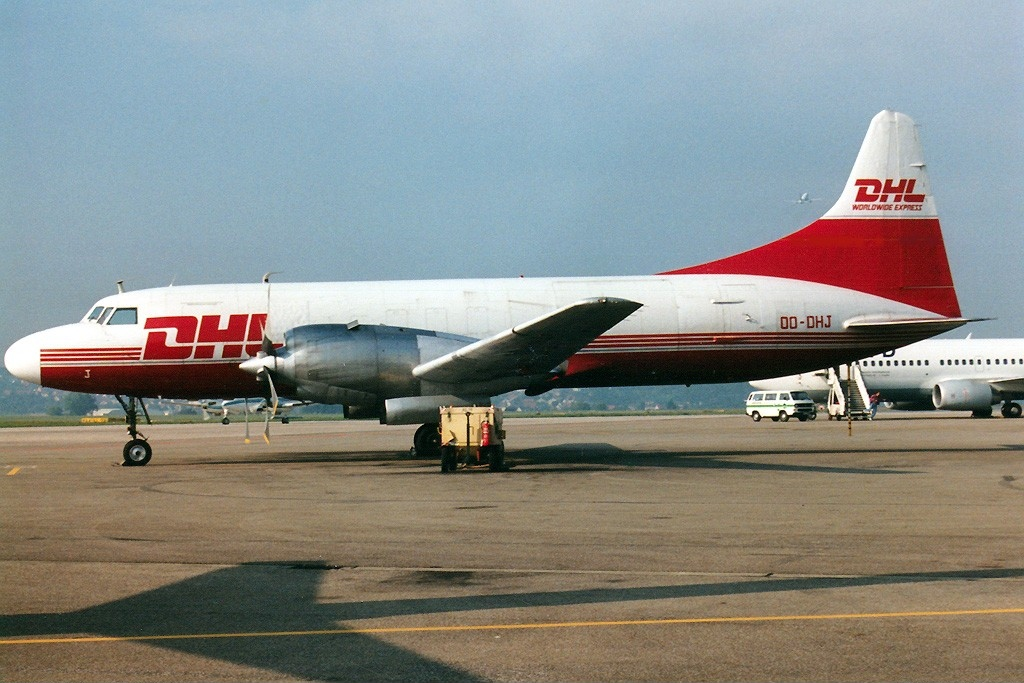
Die betroffene Maschine während ihrer Betriebszeit bei der European Air Transport

Die betroffene Maschine trug die Werknummer 361, wurde als Convair CV-440-12 gebaut und zu einem späteren Zeitpunkt in eine Convair CV-580 umgebaut. Die Maschine wurde am 19. September 1956 an die Sabena ausgeliefert, bei der sie mit dem Luftfahrzeugkennzeichen OO-SCN in Betrieb genommen wurde. Im Jahr 1967 wurde die Maschine wieder außer Betrieb genommen und am 10. Oktober 1967 mit dem neuen Kennzeichen N73162 auf die Frontier Airlines wiederzugelassen, bei der die Maschine die Flottennummer 162 erhielt. Eine erneute Ummeldung erfolgte am 26. Februar 1968 infolge eines Umbaus und einer dadurch geänderten Typenbezeichnung. Die Maschine wurde ab dem 2. Mai 1983 für die Regionalflugsparte Frontier Commuter der Frontier Airlines betrieben, ab dem 14. Oktober 1983 war sie auf die Combs Airways zugelassen, die ihre Flüge unter dem Markennamen Frontier Commuter durchführte und ab dem 12. Januar 1984 auf die IBS Airlines, die selbiges tat. Ab dem 21. August 1985 war die Maschine auf die Metroflight zugelassen. Ab dem 2. Oktober 1987 befand sich die Maschine im Besitz der SAAB Aircraft Holdings Inc. Am 14. September 1988 übernahm die European Air Transport die Maschine und betrieb sie mit dem Luftfahrzeugkennzeichen OO-DHJ im Namen der DHL Worldwide Express. Im Juni 1989 wurde die Maschine mit ihrem früheren US-amerikanischen Kennzeichen N73162 auf die ebenfalls im Namen der DHL Worldwide Express fliegende DHL Airways zugelassen. Am 15. Februar 1990 kehrte die Maschine mit ihrem ehemaligen belgischen Kennzeichen OO-DHJ wieder in die Flotte der European Air Transport zurück. Am 17. Oktober 1995 wurde die Maschine auf die saudische SNAS Worldwide Express zugelassen, die ebenfalls Frachtflüge für die DHL Worldwide Express durchführte. Ab dem 1. Oktober 2004 war die Maschine mit ihrem letzten Kennzeichen N587X auf das Unternehmen 580 Inc. zugelassen, bis sie schließlich zum 2. Februar 2005 auf die Air Tahoma umgemeldet wurde. Das zweimotorige Mittelstreckenflugzeug war mit zwei Turboproptriebwerken des Typs Allison 501-D13D ausgerüstet. Bis zum Zeitpunkt des Unfalls hatte die Maschine 71.965 Betriebsstunden absolviert.

## Insassen
An Bord der Maschine befand sich eine dreiköpfige Besatzung, bestehend aus einem Flugkapitän, einem Ersten Offizier sowie einem dritten Piloten, der als Beobachter mitflog. Der 57-jährige Flugkapitän verfügte über eine kumulierte Flugerfahrung von 16.087 Stunden. Der 58-jährige Erste Offizier verfügte über 19.285 Stunden Flugerfahrung, wovon er 15.599 Stunden in der Rolle des Pilot Flying absolviert hatte.

## Unfallhergang
Mit der Maschine sollte ein Testflug vom Flughafen Columbus zum Flughafen Mansfield durchgeführt werden. Um 12:00 Uhr erhielten die Piloten eine Startfreigabe und der Startlauf begann um 12:03 Uhr von der Landebahn 05L. Ungefähr eine Minute später, um 12:04 Uhr, kontaktierten die Piloten die Flugsicherung und erklärten, dass sie zum Flughafen zurückkehren müssten. Die Freigabe zur Landung auf der Landebahn 0L wurde erteilt. Gegen 12:06 Uhr stürzte die Maschine etwa eine Meile südwestlich der Schwelle der Landebahn 0L in ein Maisfeld. Dabei kamen alle drei Insassen ums Leben.

## Absturzstelle
Bei der Untersuchung der Absturzstelle wurden drei Stellen entdeckt, an denen Maispflanzen abrasiert worden waren. Die Abstände der drei Stellen entsprachen den Abständen des Fahrwerks, womit bestätigt werden konnte, dass das Fahrwerk beim Aufprall ausgefahren war. Es konnte festgestellt werden, dass die Maschine zum Zeitpunkt des Unfalls einen leicht rechtswärtigen Rollwinkel eingenommen hatte. Sowohl das linke als auch das rechte Propellergetriebe waren von den Triebwerken abgerissen und wurden in der Nähe des Punktes gefunden, an dem der erste Aufprall erfolgte. Alle vier Propellerblätter waren von den Propellernaben abgerissen und befanden sich entlang des Trümmerfeldes. Beide Propellernaben befanden sich etwa 1.250 Fuß vom ursprünglichen Aufprallpunkt entfernt und waren die am weitesten von dort entfernt gefundenen Trümmerteile. Das Trümmerfeld erstreckte sich vom ersten Aufprallpunkt bis zu einem verlassenen Bahnschienenpaar innerhalb einer Baumreihe. Das Hauptwrack wurde etwa 160 Fuß südlich der Bahnschienen oder etwa 825 Fuß vom ursprünglichen Aufprallpunkt entfernt gefunden.

## Ursache
Die Maschine hatte auf dem Flughafen Rickenbacker eine große Instandhaltungsmaßnahme (C-Check) durchlaufen. Dabei wurden folgende Arbeiten durchgeführt:
- Beide Propeller wurden abgebaut.
- Das Propellergetriebe des linken Triebwerks wurde für die Inspektion der Stufe 1 zerlegt.
- Die Triebwerksturbine des linken Triebwerks wurde entfernt und es wurden einige neue Teile eingebaut.
- Das Federbein des rechten Hauptfahrwerks wurde ersetzt.
- Das Bugfahrwerk wurde demontiert und wieder versiegelt.
- Es wurde eine Funktionsprüfung durchgeführt, bei der das Fahrwerk voll ein- und wieder ausgefahren wurde.
- Sowohl die Höhenruder als auch das Seitenruder wurden abgebaut und ersetzt.
- Die rechte Höhenflosse wurde demontiert, alle Teile wurden inspiziert und wieder installiert.
- Alle Kabel der Flugsteuerung wurden getrennt und wieder angeschlossen, montiert und überprüft.

Die Ermittler kamen zu dem Schluss, dass bei dem letzten Wartungspunkt die Seile der Höhenrudertrimmung bei der Wartung vertauscht worden waren. Infolgedessen war das Trimmsystem so konfiguriert, dass sich bei Betätigung der Trimmung die Flettner-Ruder der Trimmung in die richtige Richtung bewegten, das Trimmrad im Cockpit jedoch in die entgegengesetzte. Folglich wurde die Flugzeugnase in Richtung Boden ausgerichtet, wenn im Cockpit eine nach oben ausgerichtete Trimmung eingestellt wurde. Auf den Aufnahmen des Cockpit Voice Recorders war zu hören, wie der Kapitän 27-mal „Hochziehen!“ („Pull!“) rief. Nicht zu hören waren hingegen Anweisungen zum Einfahren des Fahrwerks oder der Auftriebshilfen.
Als wesentliche Unfallfaktoren wurden neben dem Montagefehler die unzureichende Funktionsüberprüfung der Trimmung durch das Wartungspersonal am Boden sowie die schlechte Flugvorbereitung durch die Besatzung der Maschine festgestellt.